# 田代村 (秋田県)
田代村（たしろむら）は、秋田県雄勝郡にあった村。現在の羽後町北西部にあたる。

## 地理
- 山：稲荷山、蒲倉山
- 河川：石沢川

## 歴史
- 1889年（明治22年）4月1日 - 町村制の施行により、田代村、上到米村、軽井沢村の区域をもって発足。
- 1955年（昭和30年）4月1日 - 西馬音内町・三輪村・元西馬音内村・新成村・仙道村および明治村の一部（大沢を除く）と合併して羽後町が発足。同日田代村廃止。

## 著名出身者
- 長谷山行毅 (村長)